# ميلتون شتاينبرغ
ميلتون شتاينبرغ (بالإنجليزية: Milton Steinberg)‏ هو عالم عقيدة وفيلسوف وحاخام أمريكي، ولد في 25 نوفمبر 1903 في نيويورك في الولايات المتحدة، وتوفي بنفس المكان في 20 مارس 1950.